# Lac Chtchoutchié
Le lac Chtchoutchié (en russe : Щучье, finnois : Haukijärvi) est un lac situé dans l'isthme de Carélie et dans le territoire de la commune de Komarovo, au bord du golfe de Finlande, à 45 km de Saint-Pétersbourg. La rivière Sestra s'y jette à l'est.
Le lac mesure 1,1 km de long et 600 m de large pour une profondeur maximale de 5 m. Il est protégé depuis 2008. Il est entouré de collines formées à l'époque paléolithique, ce qui en fait un cadre original pour la région. Quelques datchas et colonies de vacances sont cachées par les arbres et les pins sylvestres, la construction étant désormais interdite, le lac est un lieu de villégiature et de repos prisé par les Pétersbourgeois avides de calme.
La frontière entre la municipalité de Saint-Pétersbourg (à laquelle appartient son territoire) et l'oblast de Léningrad passe au nord-est du lac. Le cimetière de Komarovo, qui abrite les dépouilles de personnalités des lettres, des arts et des sciences, se trouve à proximité.